# Corsicanen
De Corsicanen zijn een Zuid-Europees volk van Romaanse etniciteit van oorsprong levend op het eiland Corsica.
Er leven 290.000 Corsicanen op Corsica en ongeveer 600.000 Corsicanen op het Franse vasteland.
65% van de bevolking van Corsica spreekt nog het Corsicaans als moedertaal, de rest spreekt Frans. Meer dan 80% van de bevolking spreekt ook vloeiend Frans. Het merendeel van het Corsicaans gedeelte van de bevolking van Corsica is rooms-katholiek.

## Bekende Corsicanen
- Alizée (pop-zangeres)
- Laetitia Casta (model/actrice)
- Napoleon Bonaparte
- Jozef Bonaparte (broer van Napoléon Bonaparte)
- Lucien Bonaparte (broer van Napoléon Bonaparte)
- Elisa Bonaparte (zus van Napoléon Bonaparte)
- Louis Bonaparte (broer van Napoléon Bonaparte)
- Pauline Bonaparte (zus van Napoléon Bonaparte)
- Carolina Bonaparte (zus van Napoléon Bonaparte)
- Jérôme Bonaparte (broer van Napoléon Bonaparte)
- Carlo Buonaparte (vader van Napoléon Bonaparte)
- Patrick Fiori (zanger)
- Pasquale Paoli (Corsicaans nationalist)

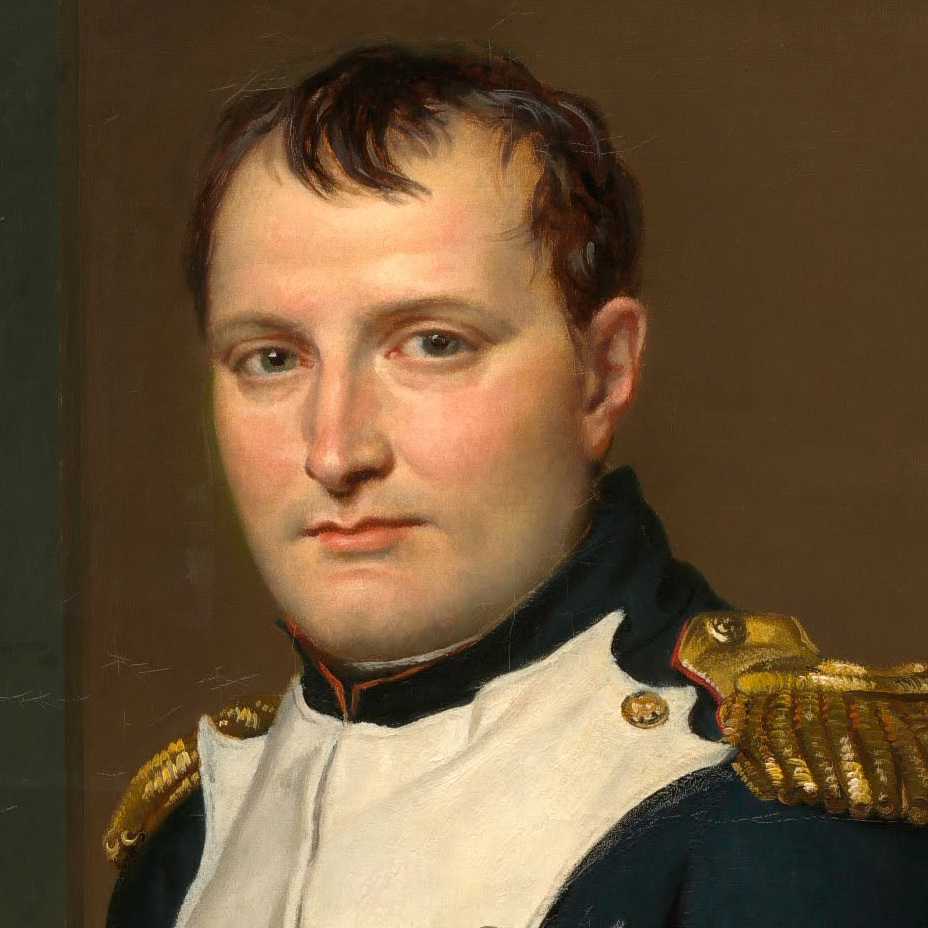
Napoléon Bonaparte
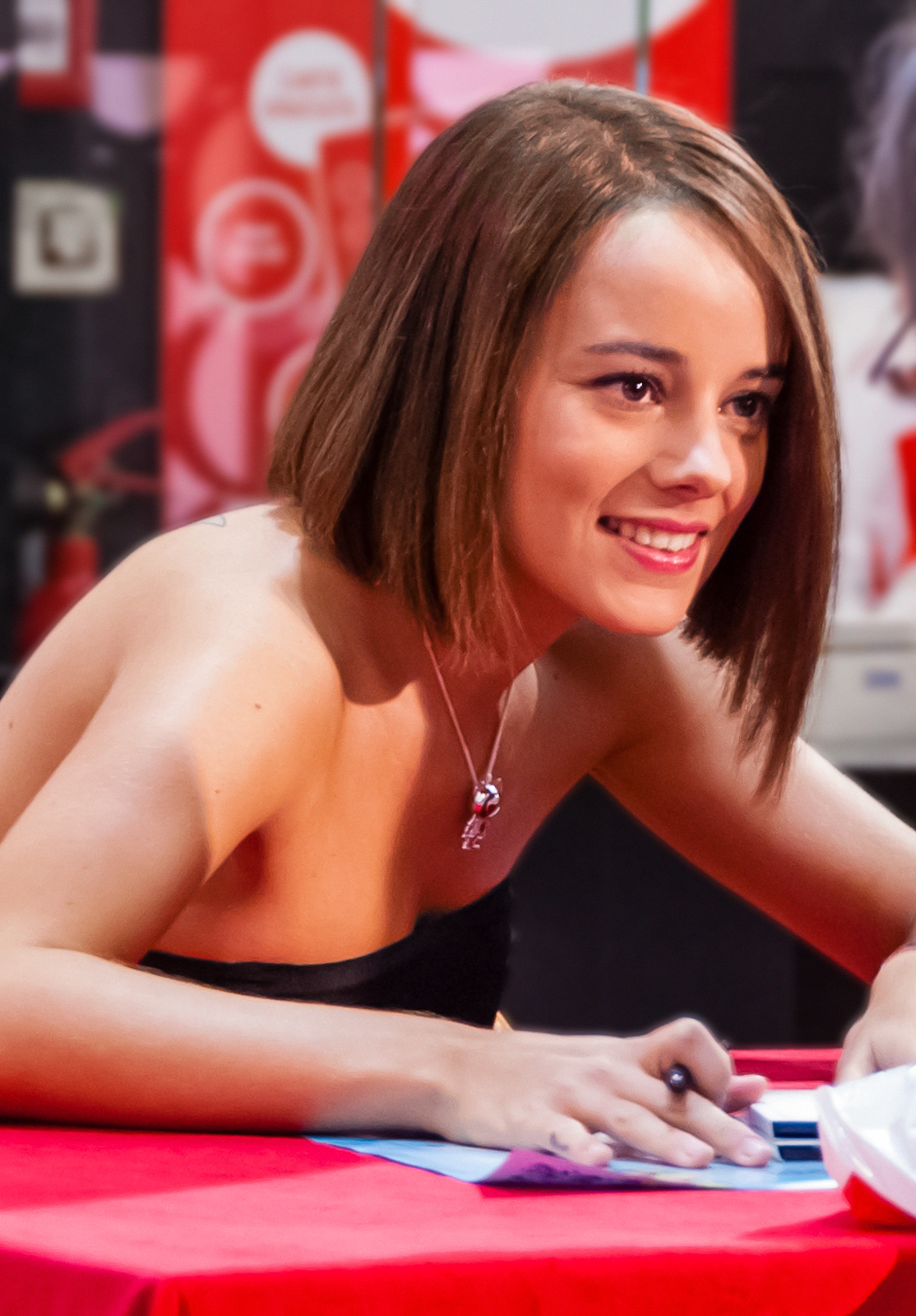
Alizée